# Sam the Sham and the Pharaohs
 (mai 2025).

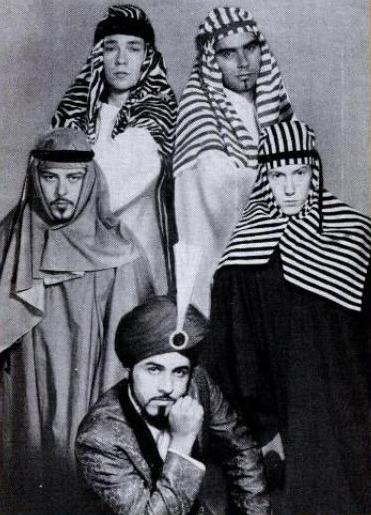
Sam the Sham and The Pharaohs, 1965.

Sam the Sham (« Sam l'arnaque ») est le nom de scène du chanteur Domingo « Sam » Samudio né le 6 mars 1937 à Dallas, Texas. Il est connu pour ses tenues de scène excentriques composées de smoking à paillettes et turban. L'idée de ce costume lui serait venue en voyant Yul Brynner dans le film Les Dix Commandements de 1956. Sam the Sham and the Pharaohs (« Sam l'arnaque et les Pharaons ») est le groupe avec lequel il a enregistré dans les années 1960, notamment le hit Wooly Bully.

## Biographie
Samudio est né en 1937 à Dallas de parents Mexicano-Américains. Il fait ses débuts de chanteur en représentant son école dans une émission de radio-crochet. Plus tard, il apprend la guitare et forme un groupe de lycéens avec quelques amis, dont Trini Lopez. Après le Lycée, il s'engage dans la Navy ; il vivra au Panama pendant six ans jusqu'à la fin de ses obligations militaires. De retour aux États-Unis il fait des études d'histoire de la musique à l'université du Texas à Arlington pendant deux ans. Il forme le groupe The Pharaohs en 1961, les autres membres sont Karl Medke, Russell Fowler, Omar « Big Man » Lopez et Vincent Lopez (non apparenté à Omar). En 1962 le groupe enregistre un disque qui sera un échec commercial. Fatigués de jouer pour 5 dollars par personne et par nuit, les pharaohs se séparent vers la fin de 1962.
En mai 1963, Vincent Lopez joue dans un groupe nommé Andy and The Nightriders en Louisiane, Sam rejoint le groupe pour remplacer l'organiste qui avait démissionné. Andy and the Nightriders comprend Andy Anderson, David A. Martin, Vincent Lopez et Sam. Les Nightriders sont devenus le groupe attitré du Congo Club près de Leesville, Louisiane.
Sam gagnera le surnom de « the sham » (« l'arnaque ») à cause d'une blague sur son incapacité à chanter.
En juin de 1963, les Nightriders prennent la route de Memphis (Tennessee) pour devenir le groupe résident d'une boîte appelée The Diplomat. À la fin de l'été 1963, Andy Anderson et Vincent Lopez abandonnent le groupe pour rentrer au Texas. Sam et David A. Martin les remplaceront par Jerry Patterson et Ray Stinnett et changent le nom du groupe en « Sam the Sham and the Pharaohs ». Peu après, le groupe engagera le saxophoniste Butch Gibson.

## Wooly Bully
Après avoir payé pour enregistrer et presser leurs propres disques vendus à leurs concerts, Sam the Sham and the Pharaohs signent avec le label  XL à Memphis. En 1964, ils enregistrent ce qui s'avérera leur premier et plus gros hit, l'immortel Wooly Bully. Le titre remportera un succès mondial (3 millions de disques vendus), atteignant la place de no 2 sur les hit-parades américains de l'été 1965, en pleine période d'invasion des groupes britanniques. Le disque a été nommé pour un Grammy Award et fut reconnu « disque de l'année » par le Billboard en 1965.
Parce qu'il était difficile de comprendre les paroles de « Wooly Bully », quelques stations de radio l'ont interdite. La chanson s'appelait à l'origine « Hully Gully » (« le caniveau de Hully ») ; averti par la maison de disques qu'il ne pourrait pas employer cette expression, Sam a changé ces mots en  « Wooly Bully ». Henri Salvador en a fait une adaptation sous le nom "Booli Booli", et "Roulez bourrés" a été commis par Au bonheur des dames.

## Les nouveaux pharaohs
Vers la fin de 1965, pendant 11 mois après la parution de « Wooly Bully », David Martin, Jerry Patterson, Ray Stinnett, et Butch Gibson quittèrent Sam à la suite d'un différend financier. Le directeur commercial de Sam, Leanord Stogal a découvert un groupe appelé Tony Gee & The Gypsys  jouant au Metropole Cafe dans Time square à New York.
Le groupe rassemblait Tony "Butch" Gerace, basse/chant, Frankie Carabetta, saxo,claviers/chant, 
Billy Bennett batterie/chant, et Andy Kuha guitare/chant. C'était ce nouvel ensemble des « pharaohs » qui a enregistré « Lil Red Riding Hood » qui fut numéro 1 pendant l'été 1966.
Une série de nouveaux morceaux a suivi (tous sur le label MGM) et le groupe est resté dans les hit-parades en 1967.
Parmi les titres de ces chansons, « The Hair On My Chinny Chin Chin », « How Do You Catch A Girl », et « OH that's good ».
En 1967, trois filles rejoignent la formation : Fran Curcio, Lorraine Genaro, et Jane Anderson. 
Les nouvelles se sont appelées les Shamettes. 
Le groupe a tourné en Asie en tant que « Sam the sham and the pharaohs and the Shamettes ». 
Vers la fin de 1967, Sam change le nom du groupe en « the Sam the sham revue ».
En 1970, Samudio publie un album solo appelé Sam, Hard and Heavy chez Atlantic.
Sur cet album, on entend Duane Allman à la guitare, the Dixie Flyers et the Memphis Horns. 
Il forme un nouveau groupe en 1974. Au début des années 80, Sam a travaillé avec Ry Cooder sur la bande originale du film The Border.
Par la suite, Sam est devenu prédicateur de rue à Memphis. Il fait des concerts dans les prisons ou pour les SDF.
Il a également travaillé comme pilote de bateau sur le fleuve Mississippi.

## Discographie

### Participations
- 1982 : musique de Ry Cooder du film Police frontière de Tony Richardson (Geffen Records) The Border avec John Hiatt, Jim Dickinson, Jim Keltner.